# Tots els drets invertits (All rights reversed)

El símbol de copyleft. A diferència del símbol de copyright, no té cap significat legal.

Tots els drets invertits (all rights reversed en anglès) és una frase que indica una alliberació de drets d'autor o un estat de llicència copyleft. Es tracta d'un joc de paraules sobre l'exempció de responsabilitat comuna sobre drets d'autor " Tots els drets reservats (all rights reserved en anglès)", una formalitat de drets d'autor requerida originalment per la Convenció de Buenos Aires de 1910. "All Rights Reversed" (de vegades escrits ritus) va ser utilitzat per l'autor Gregory Hill per autoritzar la reimpressió gratuïta dels seus Principia Discordia a finals de la dècada de 1960. L'exempció de responsabilitat de Hill anava acompanyada del símbol kosher "Ⓚ" (per a kallisti), una broma en referència a la ©, el símbol dels drets d'autor.
El 1984-1985, el programador Don Hopkins va enviar a Richard Stallman una carta amb l'etiqueta "Copyleft: tots els drets invertits". Stallman va triar la frase per identificar el seu mètode de distribució de programari lliure. Sovint s'acompanya d'una versió invertida del símbol de copyright (vegeu il·lustració). Dit això, aquest ús es considera legalment arriscat per la Free Software Foundation.
"Tots els drets invertits", el seu homòfon, "Tots els ritus invertits" i/o el símbol "Copyleft", s'utilitzen ocasionalment entre els qui publiquen o produeixen mitjans (o qualsevol altre material que normalment podria tenir drets d'autor) com a mitjà intel·ligent dient "Això no té drets d'autor. Si us plau, fes-hi el que vulguis." i fomentant la duplicació i l'ús del material "copy-left" del mateix.